# Siddiq Farhang
Siddiq Farhang (geboren 14. Juli 1915 in Kabul, Afghanistan; gestorben 3. April 1990 in Alexandria, Virginia, USA) war ein afghanischer Historiker und Politiker. Er ist bekannt für seine Beiträge zur Geschichte Afghanistans und sein Engagement für Demokratie und soziale Reformen in seinem Land.

## Leben

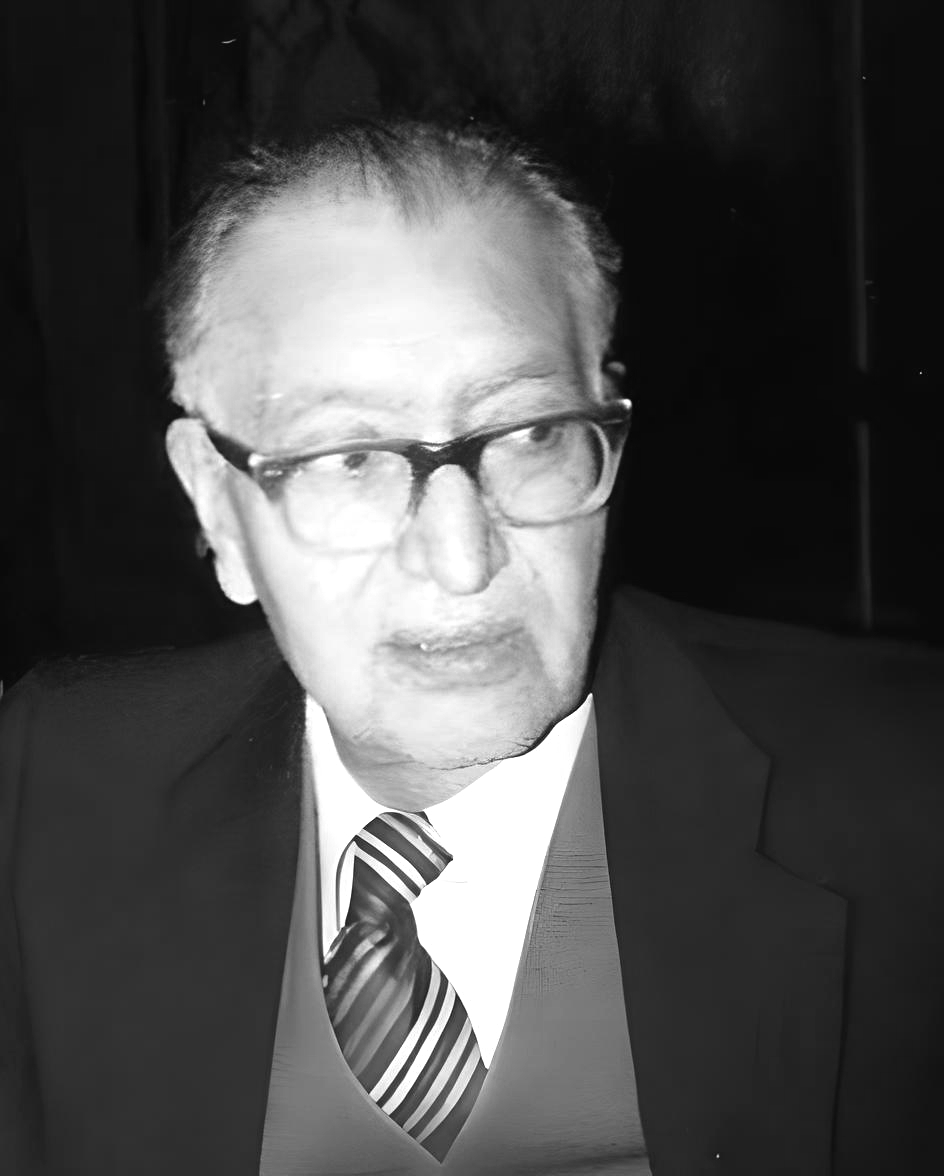
Mir Mohammad Sediq Farhang

Siddiq Farhangs Vater war Finanzverwalter von Kabul, sein Onkel war Finanzminister unter König Amanullah Khan. Farhang besuchte das französischsprachige Esteqlâl-Gymnasium in Kabul bis zur elften Klasse, wo er zusammen mit vier Freunden einen politisch-literarischen Zirkel gründete, der darauf abzielte, die Geister zu erleuchten und den Widerstand gegen das Regime von Mohammed Nadir Schah zu fördern.
Im Jahr 1933 wurde er mit 17 Jahren nach der Ermordung von König Mohammed Nadir Schah aufgrund seiner Oppositionshaltung inhaftiert. Dank des Einflusses von Hazrat Nour-ul-Machâyekh (Mujaddidi), einer religiösen Persönlichkeit, die der Familie nahe stand, wurde er nach einem Monat Haft freigelassen, jedoch für zwei Jahre unter Hausarrest gestellt. Ihm wurde verboten, seine formale Ausbildung fortzusetzen. Farhang setzte seine Bildung autodidaktisch fort, wobei er heimlich von seinem ehemaligen Französischlehrer, Herrn Beaudouoin, unterstützt wurde.
Von 1935 bis 1947 arbeitete Farhang bei der privaten Bank-e Melli, da ihm aufgrund seiner politischen Überzeugungen eine öffentliche Anstellung verweigert wurde. Als er sich an die private Firma Bank-e Melli wandte, verhinderte die Regierung auch, dass er dort angestellt wurde. Schließlich stellte ein Bankdirektor, der Farhang und zwei seiner Freunde helfen wollte, sie alle als Tchaprâsis (Hausmeister) ein und zahlte ihnen 50 Afghanis, was einem Drittel des üblichen Gehalts entsprach. Obwohl sie offiziell als Hausmeister angestellt waren, arbeiteten sie verdeckt in administrativen Positionen.
Im Jahr 1947, als die Regierung unter Schah Mahmud Khan die politische Repression leicht lockerte, gab Farhang seine Anstellung bei der Bank auf und ging in die Politik. 1948 wurde er bei den ersten geheimen Wahlen in Afghanistan zum Mitglied des Stadtrats von Kabul gewählt und später zum stellvertretenden Bürgermeister von Kabul ernannt. Im folgenden Jahr organisierte er als stellvertretender Bürgermeister die ersten Parlamentswahlen des Landes, die auf zwei Kandidaten für Kabul beschränkt waren.
Im März 1951 gründete Farhang zusammen mit sechs anderen Personen. die reformistische Bewegung Watan („Das Vaterland“), die eine konstitutionelle Monarchie und die Achtung der Menschenrechte in Afghanistan forderte. Ein Jahr lang war er deren Sekretär, und bei der ersten Generalversammlung wurde er zum Mitglied des Exekutivkomitees und zum Chefredakteur der Zeitung Watan gewählt. Seine politische Tätigkeit, insbesondere seine kritische Haltung gegenüber der Regierung und sein Eintreten für Demokratie, führten 1952 zu seiner Inhaftierung für über vier Jahre. Nach seiner Freilassung 1956 blieb er bis Ende 1957 unter Hausarrest.
Von 1957 bis 1963 arbeitete Farhang als Berater im Ministerium für Bergbau und Industrie. Im Jahr 1963, als König Mohammed Zahir Schah beschloss, eine konstitutionelle Monarchie zu errichten, wurde Farhang in die „Kommission der 7 Weisen“ berufen, die mit der Ausarbeitung einer neuen Verfassung betraut war.
Im Jahr 1964 nahm Farhang erstmals eine Regierungsposition als stellvertretender Planungsminister an. 1965 trat er zurück, um sich für die Parlamentswahlen zu bewerben, bei denen er als Abgeordneter gewählt wurde. Fünf Jahre lang leitete er die Gesetzeskommission im Parlament und setzte sich für Gesetzesreformen und Bürgerrechte ein. Während dieser Zeit lehnte er zwei Mal Ministerposten ab, die ihm angeboten wurden.
Farhang wurde 1971 zum afghanischen Botschafter in Jugoslawien ernannt. Nach dem Staatsstreich von Mohammad Daoud Khan 1973 wurde er seines Amtes enthoben.
Nach dem sowjetischen Einmarsch in Afghanistan im Jahr 1980 lehnte Farhang ein Ministeramt ab, das ihm vom neu errichteten kommunistischen Regime angeboten wurde. Ein Jahr später ging er ins Exil in die USA, wo er ein aktiver Gegner des kommunistischen Regimes wurde und öffentlich seine Unterstützung für die afghanischen Mudschaheddin erklärte.
Farhang starb am 3. April 1990 in Alexandria, Virginia, USA, wo er politisches Asyl erhalten hatte.

## Werke und Einfluss
Zu Siddiq Farhangs wichtigsten politischen Errungenschaften zählt die Mitgründung der Bewegung Watan und seine Rolle bei der Ausarbeitung der Verfassung von 1964, in der er das Kapitel über die Rechte und Pflichten der Bürger sowie das Vorwort verfasste.
Farhang hinterließ zahlreiche Artikel, Bücher und Übersetzungen zur Geschichte und Politik Afghanistans. Besonders bekannt ist sein Werk Afghanistan, die letzten fünf Jahrhunderte, das erstmals 1988 veröffentlicht und in mehrere Sprachen übersetzt wurde. Seine Memoiren Khâtérât-e Mir Mohammad Sediq Farhang gelten als bedeutendes Werk zur Geschichte Afghanistans im 20. Jahrhundert.
Er übersetzte auch mehrere bedeutende Werke aus dem Französischen und Englischen ins Dari-Persische. Zu seinen Übersetzungen zählt Logik und Wissenschaftsphilosophie von François Grégoire, das er heimlich während seiner Haftzeit übersetzte.